# John Nyman
John Nyman   (Sundsvall, 25 d'abril de 1908 - Sundsvall, 19 d'octubre de 1977) va ser un lluitador suec que va competir en lluita grecoromana durant les dècades de 1930 i 1940.
El 1936 va prendre part en els Jocs Olímpics d'Estiu de Berlín, on va guanyar la medalla de plata en la competició del pes pesant del programa de lluita grecoromana.
En el seu palmarès també destaquen tres medalles de plata al Campionat d'Europa de lluita, el 1937, 1938 i 1939, i el campionat nacional suec de 1935 a 1942.